# Xí quách

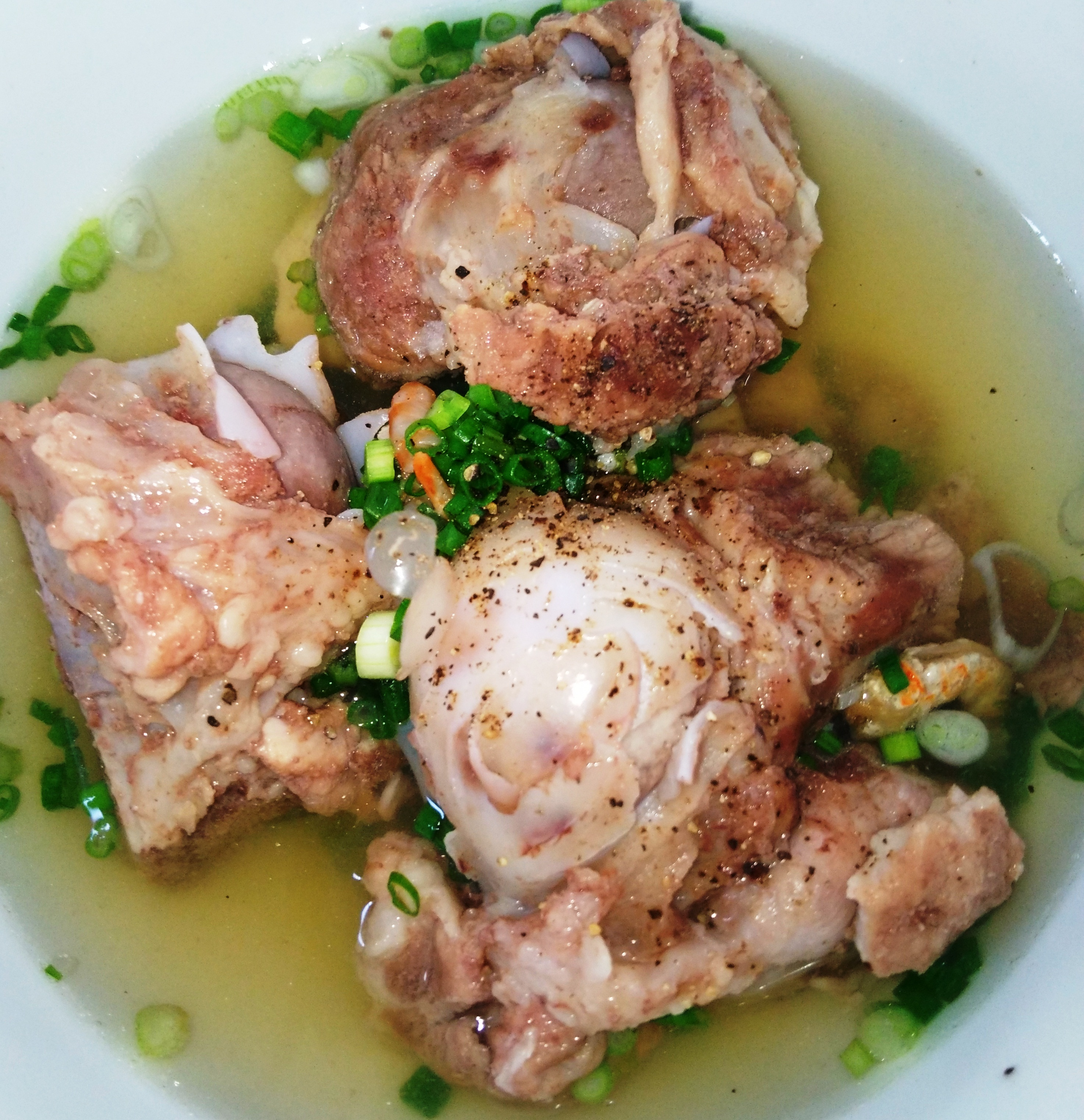
Một tô xí quách kêu thêm trong món hủ tíu Nam Vang

Xí quách,  hay xíu quách, một tên gọi nôm na để chỉ món xương hầm, là một món ăn bình dân và thông dụng ở Việt Nam có xuất xứ từ Quảng Đông, Trung Quốc được người gốc Hoa mang đến phổ biến ở miền Nam Việt Nam, là những đoạn xương heo, bò hoặc dê, gà, v.v. đã được nấu ra làm nước lèo để sử dụng vào mục đích khác, còn lại là những lớp thịt, lớp mỡ, lớp gân, lớp tuỷ xương, v.v. đã chín nhừ. Món ăn này thường được người miền Nam ăn kèm với hủ tiếu, mì, hoặc cơm, cũng là lựa chọn của những thực khách hay nhậu tại các hàng quán, đặc biệt là tại Thành phố Hồ Chí Minh, như một món ăn chơi (ăn vặt).

## Từ nguyên học
Xí quách là cách phát âm theo tiếng Quảng Đông của "trư cốt" 豬骨 (Việt bính: zyu1 gwat1, đọc như tchíu quách theo tiếng Việt giọng miền Nam), có nghĩa là "xương heo". Ban đầu xí quách đơn thuần dùng để chỉ xương heo, nhưng sau đó được mở rộng ra đến xương bò, xương gà, xương dê, v.v..

## Lẩu xí quách
Xí quách thường dùng làm lẩu xí quách, một loại lẩu có hương vị mới lạ, ít xuất hiện trong thực đơn của các nhà hàng. Lẩu xí quách được chế biến từ nước xương hầm kết hợp với các nguyên liệu như táo đỏ, lê, nấm tuyết nhĩ, v.v., nên nước lẩu thơm mùi rau quả rất tinh khiết, vị thanh thanh, ăn kèm cùng với thịt gà hay tôm.
Cách chế biến:
- Đầu tiên xí quách chặt khúc, gừng đập giập, cho vào nồi với khoảng 4 lít nước, hầm mềm, sau đó cho bắp Mỹ chặt làm tư vào nấu thêm 10 phút, nêm nếm vừa ăn. Bí đỏ gọt vở, thái lát dày khoảng 1– 2 cm. Các phụ gia khác như Nấm bào ngư thì cắt gốc, rửa sạch. Cải cúc nhặt rửa sạch. Hành lá thái khúc.
- Tiếp đến, múc xương xí quách, bắp Mỹ và nước hầm xương vào nồi lẩu. Khi dùng mở bếp, cho bí đỏ, nấm bào ngư, và sau cùng, cho cải cúc và hành lá vào.

Món ăn này dùng với mì hoặc bún, chấm kèm nước tương và ớt xắt. Lưu ý: Để xương xí quách thơm ngon và nước trong, khi hầm nên cho vào ít nước mắm, cho xương vào đun sôi, hạ nhỏ lửa, hầm vừa mềm thỉnh thoảng vớt bọt.

## Nghĩa rộng
Thuật ngữ "hết xí quách" dùng để chỉ một trạng thái của cơ thể mệt mỏi rã rời là dấu hiệu báo cơ thể cần phải nghỉ ngơi hoặc ngủ để phục hồi sức khỏe.